# Hassan Amin (football)
Hassan Amin est un footballeur afghan né le 12 octobre 1991 à Darmstadt. Il joue au poste de défenseur gauche au VfR Mannheim.

## Carrière en club
Né à Darmstadt, il commence le football au SV Darmstadt 98. Il fait ses débuts en compétition pour l'équipe senior le 7 septembre 2010 lors d'une victoire à domicile 2-0 contre le TSG Hoffenheim rés..
En mai 2011, il s'engage à l'Eintracht Francfort rés. en Regionalliga. Il fait ses débuts en championnat le 2 mars 2012 lors d'une victoire à domicile 4-0 contre le SC Pfullendorf en entrant en jeu pour les 10 dernières minutes. Il marque son premier but pour le club le 11 août 2012 lors d'une victoire 2-0 à l'extérieur sur le SSV Ulm. Il y passe au total trois saisons, faisant 64 apparitions et marquant 3 buts.
En 2014, il rejoint le FC Sarrebruck. Il débute en championnat pour le club le 5 avril 2015 lors d'une victoire 2-1 contre le TSG Hoffenheim rés. en entrant en jeu à la mi-temps. En deux saisons, il joue 18 matches de championnat pour le club.
En juin 2016, il signe en faveur du SV Waldhof Mannheim pour un contrat de deux ans. Il y fait ses débuts en championnat le 5 août 2016 lors d'une victoire 3-2 à l'extérieur sur le SV Stuttgarter Kickers. En juillet 2017, il est nommé capitaine de l'équipe, succédant au précédent capitaine Michael Fink. Il marque son premier but pour le club lorsqu'il inscrit un doublé le 7 août 2017 lors d'une victoire à domicile 3-0 contre le SV Elversberg.
En 2018, il rejoint la 3. Liga et le SV Meppen, signant un contrat de deux ans,. Il fait ses débuts le 30 juillet 2018 lors d'un match nul 0-0 contre le Sportfreunde Lotte. Il marque son premier but pour le club le 7 octobre 2018 lors d'une victoire à domicile 1-0 contre le TSV 1860 Munich.

## Carrière internationale
Il connaît sa première sélection le 20 mai 2014 lors de l'AFC Challenge Cup 2014 en entrant en jeu lors du match nul 0-0 face aux Philippines.
Grâce à sa vitesse et ses connaissances du football, il devient rapidement un joueur clé de la sélection et porte régulièrement le brassard de capitaine.
Il marque son premier but international le 28 mars 2017 lors d'un match nul 1-1 face au Viêt Nam comptant pour les éliminatoires de la Coupe d'Asie 2019.

### Buts en sélection
| N° | Date         | Lieu                                             | Adversaire | Score | Résultat | Compétition                           |
| -- | ------------ | ------------------------------------------------ | ---------- | ----- | -------- | ------------------------------------- |
| 1. | 28 mars 2017 | Stade Pamir, Douchanbé, Tadjikistan              | Viêt Nam   | 1–1   | 1–1      | Éliminatoires de la Coupe d'Asie 2019 |
| 2. | 6 juin 2017  | Theyab Awana Stadium, Dubaï, Émirats arabes unis | Maldives   | 1–0   | 2–1      | Amical                                |

## Statistiques
| Saison                | Club                     | Championnat            | Championnat | Championnat | Coupe(s) nationale(s) | Coupe(s) nationale(s) | Afghanistan | Afghanistan | Total | Total |
| Saison                | Club                     | Division               | M.          | B.          | M.                    | B.                    | M.          | B.          | M.    | B.    |
| 2010-2011             | SV Darmstadt 98          | Regionalliga Sud       | 6           | 0           | 0                     | 0                     | 0           | 0           | 6     | 0     |
| Sous-total            | Sous-total               | Sous-total             | 6           | 0           | 0                     | 0                     | 0           | 0           | 6     | 0     |
| 2011-2012             | Eintracht Francfort rés. | Regionalliga Sud       | 9           | 0           | 0                     | 0                     | 0           | 0           | 9     | 0     |
| 2012-2013             | Eintracht Francfort rés. | Regionalliga Sud Ouest | 33          | 3           | 0                     | 0                     | 0           | 0           | 33    | 3     |
| 2013-2014             | Eintracht Francfort rés. | Regionalliga Sud Ouest | 22          | 0           | 0                     | 0                     | 1           | 0           | 23    | 0     |
| Sous-total            | Sous-total               | Sous-total             | 64          | 3           | 0                     | 0                     | 1           | 0           | 65    | 3     |
| 2014-2015             | 1. FC Sarrebruck         | Regionalliga Sud Ouest | 2           | 0           | 0                     | 0                     | 2           | 0           | 4     | 0     |
| 2015-2016             | 1. FC Sarrebruck         | Regionalliga Sud Ouest | 16          | 0           | 0                     | 0                     | 12          | 0           | 28    | 0     |
| Sous-total            | Sous-total               | Sous-total             | 18          | 0           | 0                     | 0                     | 14          | 0           | 32    | 0     |
| 2016-2017             | Waldhof Mannheim         | Regionalliga Sud Ouest | 31+2        | 0           | 1                     | 0                     | 6           | 2           | 40    | 2     |
| 2017-2018             | Waldhof Mannheim         | Regionalliga Sud Ouest | 30+1        | 4           | 3                     | 0                     | 1           | 0           | 35    | 4     |
| Sous-total            | Sous-total               | Sous-total             | 64          | 4           | 4                     | 0                     | 7           | 2           | 75    | 6     |
| 2018-2019             | SV Meppen                | 3. Liga                | 30          | 1           | 4                     | 0                     | 2           | 0           | 36    | 1     |
| 2019-2020             | SV Meppen                | 3. Liga                | 34          | 5           | 1                     | 0                     | 4           | 0           | 39    | 5     |
| 2020-2021             | SV Meppen                | 3. Liga                | 21          | 3           | 0                     | 0                     | 0           | 0           | 21    | 3     |
| Sous-total            | Sous-total               | Sous-total             | 85          | 9           | 5                     | 0                     | 6           | 0           | 96    | 9     |
| Total sur la carrière | Total sur la carrière    | Total sur la carrière  | 237         | 16          | 9                     | 0                     | 28          | 2           | 274   | 18    |

## Palmarès

### En club
- Regionalliga Sud
  - Champion : 2010-11
- Regionalliga Sud Ouest
  - Vice-champion : 2014-15, 2016-17, 2017-18

### En sélection
- AFC Challenge Cup
  - Quatrième : 2014